# Lametilidae
Lametilidae zijn een familie van tweekleppigen uit de orde Nuculanida.

## Geslacht
- Prelametila Allen & Sanders, 1973